# Supercar Gattiger
Supercar Gattiger (超スーパーカー ガッタイガー?, Cho Supercar Gattiger) è una serie televisiva anime giapponese creata da Hitoshi Chiaki (ispirata ad un manga di Hideharu Imamichi, pubblicato dalla rivista Terebi), e prodotta dalla Wako Productions. Si compone di 26 episodi e fu trasmessa dal canale Tokyo Channel 12 tra il 1977 e il 1978.
L'anime è stato trasmesso in Italia su diverse emittenti locali (tra cui Antenna Nord) dal 1981; dal 1992 è stato replicato su Italia 7 con il titolo Gattiger.

## Trama
Il professor Kabuki presenta al mondo la sua nuova invenzione: il Gattiger, veicolo ad energia solare composto dall'unione di cinque auto. Durante la conferenza, il professor Kabuki nomina il team di piloti a cui è affidata la guida del prototipo e rivela al mondo il pericolo celato dietro l'organizzazione criminale dei "Demoni Neri". Dopo l'annuncio, il professor Kabuki viene assassinato, e con la sua scomparsa il figlio Joe scopre che la madre, che si credeva morta, è in realtà viva e per trovarla dovrà affrontare la malefica scuderia. Da qui iniziano le sfide automobilistiche del cartone: gare dalle condizioni più avverse e nei posti più ostili del pianeta. I nostri eroi gareggiano per sconfiggere i Demoni Neri ed impedire a loro di conquistare il mondo tramite il monopolio dell'energia solare.

## Personaggi e doppiatori
- Joe Kabuki: Massimo Lopez
- Hiroki: Marco Mori
- Sakio (Waitazuki): Cristina Boraschi
- Ken: Fabrizio Temperini
- Kajumi (Waitazuki)/Queen Demon: Anna Marchesini
- Dott. Waitazuki: Mauro Bosco
- Dottor Tabuki: Ermanno Ribaudo
- Erik Wergen: Marco Joannucci
- Black Demon: Mauro Bosco

## Origine del titolo
Il nome "Gattiger" (erroneamente pronunciato "gàttigher" nella prima sigla italiana) nasce dall'unione della parola giapponese gattai (unione) con la parola inglese tiger (tigre). La pronuncia corretta sarebbe pertanto "gattàigher".
Il nome era già stato usato due anni prima per il robot protagonista di Uchū enban daisensō (宇宙円盤大戦争? lett. La grande battaglia dei dischi spaziali), il mediometraggio che darà origine alla serie di UFO Robot Goldrake.

## Episodi
Durante la prima trasmissione dell'anime in Giappone, l'episodio 14 non è stato trasmesso e non fa parte neppure dell'edizione italiana. Gli episodi dal 19 al 22 sono un montaggio di scene prese dai precedenti episodi. In Italia alcuni episodi sono stati trasmessi senza rispettare l'ordine originale.
| Nº Ja | Nº It | Titolo italiano Giapponese 「Kanji」 - Rōmaji - Traduzione letterale                                                                    | In onda          | In onda |
| Nº Ja | Nº It | Titolo italiano Giapponese 「Kanji」 - Rōmaji - Traduzione letterale                                                                    | Giapponese       |         |
| 1     | 1     | La grande corsa (prima parte) 「運命のビッグレース（前）」 - Unmei no bigguresu (mae) – "La corsa del destino (1ª parte)"               | 4 ottobre 1977   |         |
| 2     | 2     | La grande corsa (seconda parte) 「運命のビッグレース（後）」 - Unmei no bigguresu (nochi) – "La corsa del destino (2ª parte)"           | 11 ottobre 1977  |         |
| 3     | 3     | Gattiger in pericolo 「危うし!レッドタイガー」 - Abunau shi! reddotaiga – "Pericolo! Red Tiger"                                         | 18 ottobre 1977  |         |
| 4     | 4     | La macchina Condor 「恐怖のコンドル・マシン」 - Kyōfu no kondoru. mashin – "La terribile Condor Machine"                                | 25 ottobre 1977  |         |
| 5     | 5     | Un piccolo uomo coraggioso 「ちっちゃい勇者」 - Chicchai yūsha – "Il piccolo coraggioso"                                                | 1º novembre 1977 |         |
| 6     | 6     | La valle della morte 「死の谷のアパッチ」 - Shino tani no apacchi – "Gli Apache della valle della morte"                                | 8 novembre 1977  |         |
| 7     | 7     | La corsa di mezzanotte 「深夜のマンハッタン・レース」 - Shinya no manhattan. resu – "Corsa a notte fonda a Manhattan"                   | 15 novembre 1977 |         |
| 8     | 8     | Il misterioso corridore mascherato 「謎の覆面レーサー」 - Nazo no fukumen resa – "L'enigma del corridore mascherato"                    | 22 novembre 1977 |         |
| 9     | 9     | La corsa di Trans-Rocky Mountain 「栄光のロッキー縦走レース」 - Eikō no rokki jūsō resu – "La gloriosa gara attraverso Rocky"           | 29 novembre 1977 |         |
| 10    | 10    | L'amico di Joe 「悪魔のF1レーサー」 - Akuma no F1 resa – "Il diabolico corridore di formula 1"                                          | 6 dicembre 1977  |         |
| 11    | 11    | L'invulnerabile Joe 「怒りのガッタイガー」 - Ikari no gattaiga – "Il furioso Gattiger"                                                  | 13 dicembre 1977 |         |
| 12    | 12    | Uccidete Joe 「錠の暗殺命令」 - Jō no ansatsumeirei – "Ordine: uccidete Jo"                                                             | 20 dicembre 1977 |         |
| 13    | 13    | Uno spettacolo terrificante 「恐怖のファッション・ショー」 - Kyōfu no fasshon. shō – "Spettacolo di moda del terrore"                   | 27 dicembre 1977 |         |
| 14    | -     | (inedito) 「栄光なきデッド・ヒート（※本放送時、未放送）」 - Eikō naki deddo. hito ((kigō) honhōsōji, mihōsō) – "L'Inglorioso Dead Heat" | non trasmesso    |         |
| 15    | 15    | Viaggio perduto 「失われた旅路」 - Ushinawa reta tabiji – "Viaggio perduto"                                                             | 10 gennaio 1978  |         |
| 16    | 14    | Il segreto della madre 「母さん!その人の名は」 - Kaasan! sono nin no mei ha – "Madre! Il suo nome è..."                                 | 17 gennaio 1978  |         |
| 17    | 17    | Amici per la pelle 「友情のコンビネーション」 - Yūjō no konbineshon – "La combinazione dell'amicizia"                                   | 24 gennaio 1978  |         |
| 18    | 18    | Aspettando l'aurora 「恐怖のオーロラ実験」 - Kyōfu no ōrora jikken – "Il terribile esperimento Aurora"                                  | 31 gennaio 1978  |         |
| 19    | 16    | Una dolorosa scoperta 「恐怖の陰謀」 - Kyōfu no inbō – "Il terribile piano"                                                             | 7 febbraio 1978  |         |
| 20    | 20    | Trappola diabolica 「エリックの黒い罠」 - Erikku no kuroi wana – "La diabolica trappola di Eric"                                        | 14 febbraio 1978 |         |
| 21    | 21    | Super Gran Premio 「闘え!夢をのせて」 - Tatakae! yume wonosete – "Correte! In direzione del sogno"                                      | 21 febbraio 1978 |         |
| 22    | 22    | Inseguendo un sogno nel cielo 「走れ!夢の彼方へ」 - Hashire! yume no kanata he – "Combattete! Cavalcate il sogno"                       | 28 febbraio 1978 |         |
| 23    | 19    | La Terra è in pericolo 「皆殺しのアンコール・ラプラ」 - Mina koroshi no ankōru. rapura – "Massacro"                                     | 7 marzo 1978     |         |
| 24    | 24    | Fuga dalla giungla della morte 「突破せよ・死のジャングル」 - Toppa seyo. shino janguru – "Attraversare la giungla della morte"         | 14 marzo 1978    |         |
| 25    | 23    | Volate ali d'amore 「飛べ!愛の翼」 - Tobe! ai no tsubasa – "Volate ali dell'amore"                                                      | 21 marzo 1978    |         |
| 26    | 25    | Gareggiando nel sole 「太陽に向かって突っ走れ!」 - Taiyō ni muka tte tsuppashire! – "Correte rivolti verso il sole!"                    | 28 marzo 1978    |         |

## Sigle
Per la serie sono state realizzate due sigle italiane. La prima nel 1981, Supercar Gattiger, scritta da Gloria Martino, arrangiata da Alessandro Centofanti dal brano Dance on composto da Ennio Morricone per il film Così come sei del 1978, e cantata dai Superobots. Per le trasmissioni su Italia 7 è stata usata la sigla Gattiger scritta da Alessandra Valeri Manera, composta da Enzo Draghi e cantata da Giampi Daldello.